# Cifra-Palast

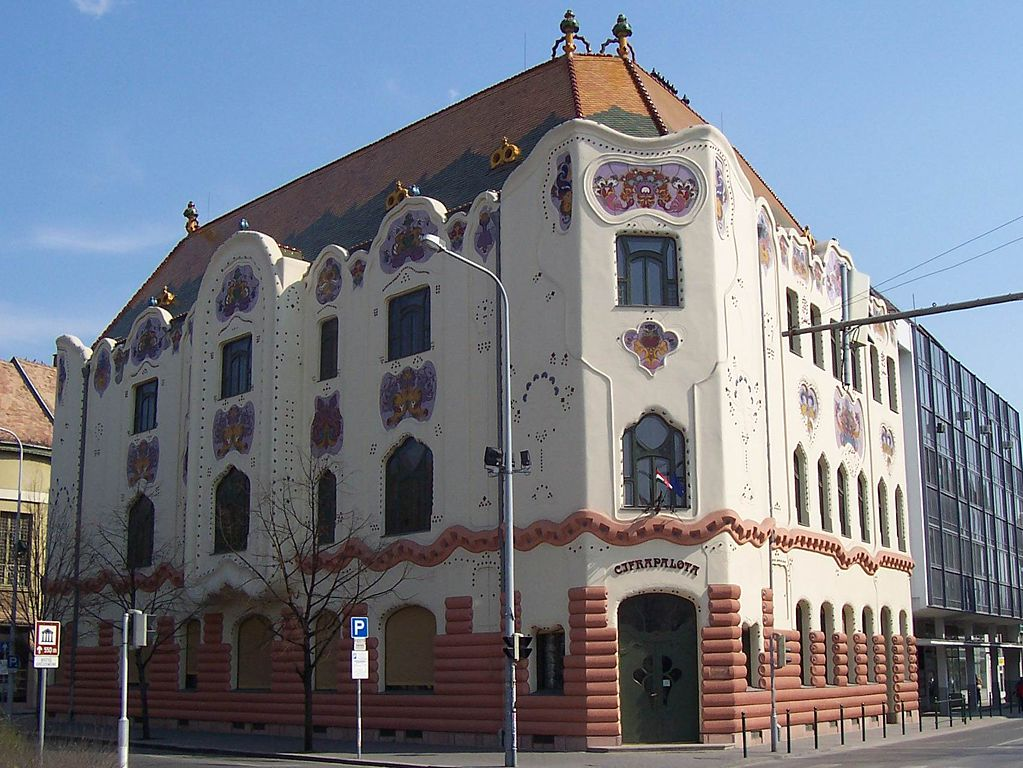
Außenansicht

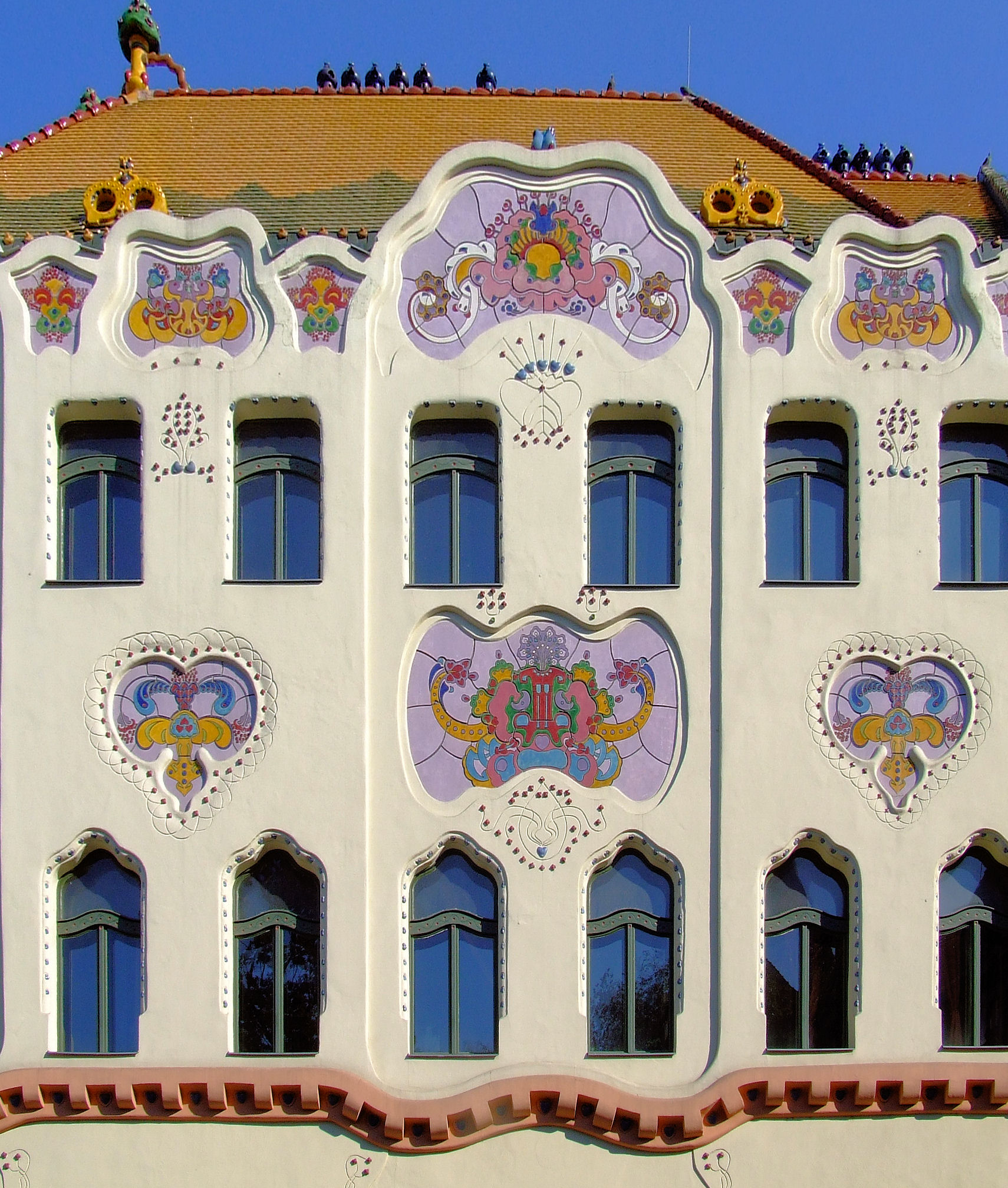
Majolika

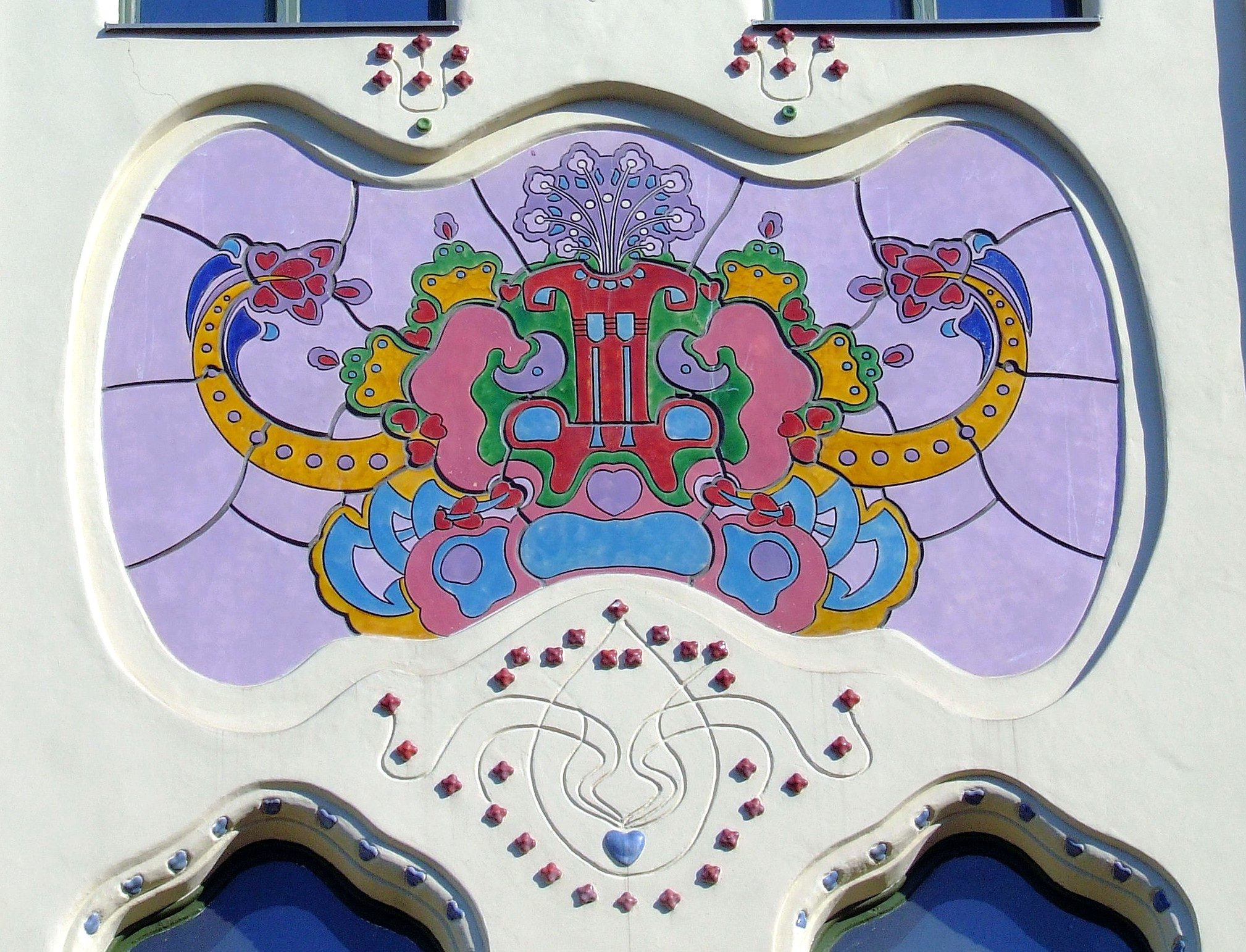
Majolika im Detail

Der Cifra-Palast (ungarisch Cifrapalota) in der ungarischen Stadt Kecskemét ist ein Bürgerhaus und ein bedeutendes Beispiel des ungarischen Jugendstils.
Der Entwurf des Gebäudes geht auf Géza Márkus zurück, die Fertigstellung erfolgte 1902. Die Fassade des Hauses ist vollständig mit Majolikaplatten der Zsolnay Porzellanmanufaktur verziert, dessen Motive der ungarischen Volkskunst entlehnt sind. Auffälligstes Stilelement der Platten, welche in Sgraffitotechnik hergestellt wurden, sind florale Motive. Die Keramiken sind in runde florale oder pilzförmige Elemente eingefasst. Das Dach des Palastes ist mit grünen und hellbraunen Dachziegeln gedeckt.
Heute beherbergt das Bauwerk das József-Katona-Museum, in welchem Werke aus der Sammlung von Marcell Nemes gezeigt werden.